# Reforma magisterial
La Reforma magisterial fa referència "a la manera en què els reformistes luterans i calvinistes es relacionen amb les autoritats laiques, com ara prínceps, magistrats o ajuntaments", és a dir, "la magistratura". La Reforma radical va rebutjar qualsevol autoritat sobre l'Església, la Reforma magisterial va argumentar la interdependència de l'Església i les autoritats, és a dir: "El magistrat tenia dret a l'autoritat dins de l'església, de la mateixa manera que l'església podia confiar en l'autoritat del magistrat per fer complir la disciplina, suprimir l'heretgia o mantenir l'ordre."